# Marjatta Hanhijoki
Siro Marjatta Hanhijoki (-Keränen), född 15 augusti 1948 i Borgå, död 3 juli 2025 i Helsingfors, var en finländsk målare och grafiker. 
Hanhijoki studerade vid Konstindustriella läroverket 1967–1971. Hon är mest känd som akvarellist, men även som grafiker med etsningar och sedan 1990-talet också polymergravyrer, en kombination av foto och grafik, som specialitet. Sina motiv valde hon oftast inomhus i vardagliga miljöer bland annat från Karlö där hon vistats långa perioder. Samma intima stämning som i interiörbilderna, återkommer även i hennes känsliga och detaljrika figurbilder, ofta föreställande kvinnor. Hanhijoki har undervisat vid Konstindustriella högskolan på 1970- och 1980-talen och vid Bildkonstakademin 1997–1999 samt hållit bland annat akvarellkurser. Hon tilldelades Pro Finlandia-medaljen 1997.